# 諾迪克鎮區 (明尼蘇達州威爾金縣)
諾迪克鎮區（英語：Nordick Township）是位於美國明尼蘇達州威爾金縣的一個行政鎮區。

## 地方資料
諾迪克鎮區的面積為93.63平方千米，皆為陸地。根據2020年美國人口普查的數據，當地共有人口51人，而人口密度為每平方千米0.54人。